# Piotr Statkiewicz
Piotr Statkiewicz (ur. 1961 w Płocku) – polski artysta fotograf. Członek rzeczywisty i Artysta Fotoklubu Rzeczypospolitej Polskiej (AFRP). Członek Płockiego Towarzystwa Fotograficznego im. Aleksandra Macieszy.

## Życiorys
Piotr Statkiewicz związany z płockim środowiskiem fotograficznym, mieszka, pracuje i tworzy w Płocku – fotografuje od 1977 roku. Szczególne miejsce w jego twórczości zajmuje fotografia architektury, fotografia krajobrazowa, fotografia portretowa, fotografia przyrodnicza oraz fotografia uliczna. Od 2002 roku jest członkiem rzeczywistym Płockiego Towarzystwa Fotograficznego im. Aleksandra Macieszy, w którym obecnie pełni funkcję członka Sadu Koleżeńskiego. 
Piotr Statkiewicz jest autorem i współautorem wielu wystaw fotograficznych; indywidualnych i zbiorowych oraz poplenerowych. Jego fotografie były prezentowane na wielu wystawach pokonkursowych, na których otrzymywały wiele akceptacji, nagród, wyróżnień, dyplomów i listów gratulacyjnych. W 2014 roku został przyjęty w poczet członków Fotoklubu Rzeczypospolitej Polskiej Stowarzyszenia Twórców. Decyzją Komisji Kwalifikacji Zawodowych Fotoklubu RP, otrzymał dyplom potwierdzający kwalifikacje do wykonywania zawodu artysty fotografa, fotografika (legitymacja nr 364). Prace Piotra Statkiewicza zaprezentowano w Almanachu (1995–2017), wydanym przez Fotoklub Rzeczypospolitej Polskiej Stowarzyszenie Twórców, w 2017 roku.

## Wybrane wystawy indywidualne
- Krajobrazy okoliczne (2005)
- Kraina nadbrzeżna (2009)
- Płockie Mazgaje (2009)
- Spojrzenie na nową architekturę (2010)
- Nocą, kiedy cichną głosy świata – teatr uliczny (2014)
- Nocą, kiedy cichną głosy świata – teatr uliczny (2015)[6]
- Cienie (2016)[5][13]
- Niewidzialne – Borne Sulinowo – fotografia w podczerwieni (Galerii Wisła w Płocku 2024)[14]

Źródło

## Wybrane wystawy zbiorowe
- Śladami Aleksandra Macieszy (2005)
- Płocka Fara – 650 lat w służbie miastu (2006)
- KOŃ-ec lata – wystawa poplenerowa (2007)
- Okna (2007)
- Okna (2008)
- Muzyka (2008)
- I love Płock (2009)
- Dwa wieki ulicy Tumskiej (2009)
- Jarmark Tumski (2013)
- 24 godziny ... (2013)
- W obiektywie PTF – Toruń – wystawa poplenerowa (2014)
- Krajobrazy polskie (2014)

Źródło

## Wybrane publikacje (albumy)
- Przyroda i krajobrazy Ziemi Płockiej (2004)
- Płocka Fara w służbie miastu (2006)
- Album z okazji 50-lecia Płockiego Towarzystwa Fotograficznego – Piąta Dekada (2012)
- Album Europejskie Centrum Artystyczne im. Fryderyka Chopina w Sannikach – W obiektywie (2014)
- Przewodnik ...śladami Chopina (2014)

Źródło

## Odznaczenia
- Złota Odznaka Płockiego Towarzystwa Fotograficznego (2012)[4]